# 死の舞踏 (サン＝サーンス)

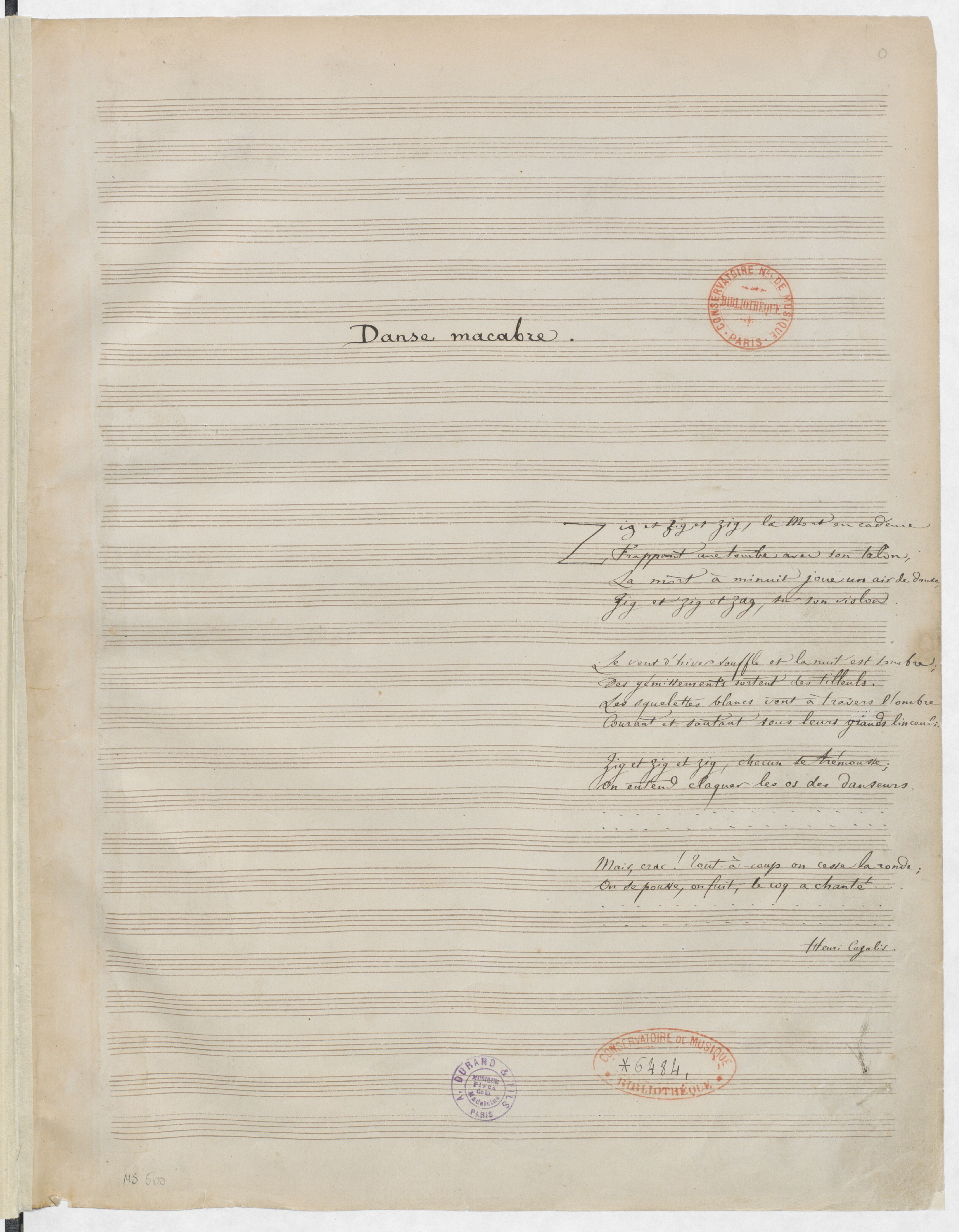
自筆譜の1ページ目

『死の舞踏』（しのぶとう、フランス語：Danse macabre）作品40, R. 171は、カミーユ・サン＝サーンスが作曲した交響詩である。サン＝サーンスの作曲した4つの交響詩の中では最も有名な作品である。

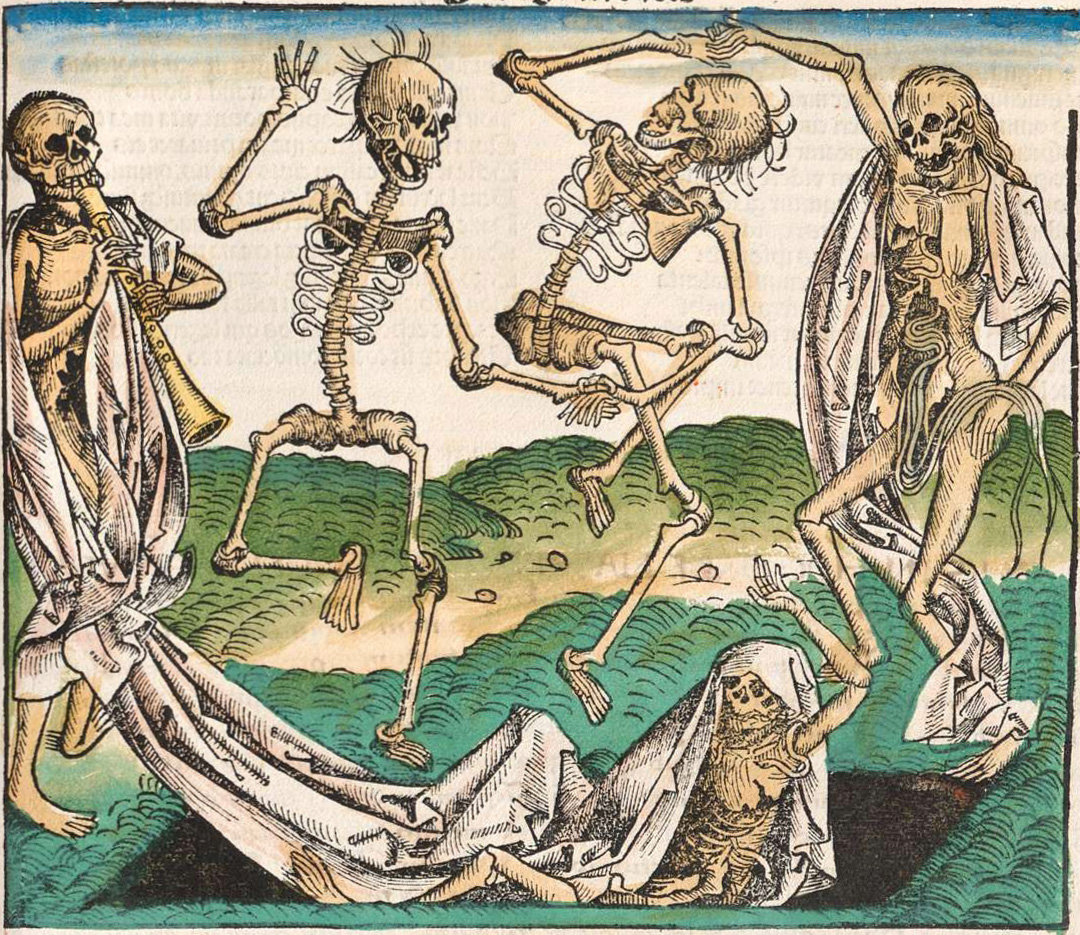
死の舞踏（ミヒャエル・ヴォルゲムートによる絵画、1493年。）

## 作曲の経緯
フランスの詩人アンリ・カザリスの奇怪で幻想的な詩に霊感を得て、1872年にまずは歌曲として作曲され、1874年に管弦楽曲としてまとめられた。午前0時の時計の音とともに骸骨が現れて不気味に踊り始め、次第に激しさを増してゆくが、夜明けを告げる雄鶏の声が響きわたるや墓に逃げ帰り、辺りが再び静寂に包まれるまでを描写的に描いている。

### 初演
初演は1875年1月24日にパリのシャトレ座にて、エドゥアール・コロンヌ指揮、コロンヌ管弦楽団によって行われ、友人でピアニストのモンティニ・ルモーリ夫人（Caroline Montigny-Remaury）に献呈された。
しかし初演は失敗に終わり、特にシロフォンによる骨のかち合う表現などは作曲者の悪趣味の極みとの非難を受けたが、繰り返し演奏されるうちに現在のような好評を勝ち得ていった。

### カザリスの詩の日本語訳
スコアの冒頭には、カザリスの詩から数行が引用されている。引用された部分は以下の通り（原文は "fr:Danse macabre (Saint-Saëns)#Poème d'Henri Cazalis" の太字部分）。
| 「 | ジグ、ジグ、ジグ、墓石の上 踵で拍子を取りながら 真夜中に死神が奏でるは舞踏の調べ ジグ、ジグ、ジグ、ヴァイオリンで 冬の風は吹きすさび、夜は深い 菩提樹から漏れる呻き声 青白い骸骨が闇から舞い出で 屍衣を纏いて跳ね回る ジグ、ジグ、ジグ、体を捩らせ 踊る者どもの骨がかちゃかちゃと擦れ合う音が聞こえよう 静かに! 突然踊りは止み、押しあいへしあい逃げていく 暁を告げる鶏が鳴いたのだ | 」 |

## 楽器編成
| 木管   | 木管    | 金管 | 金管 | 打    | 打                     | 弦   | 弦     |
| ------ | ------- | ---- | ---- | ----- | ---------------------- | ---- | ------ |
| Fl.    | 2 Pic.1 | Hr.  | 4    | Timp. | ●                      | Vn.1 | ソロ ● |
| Ob.    | 2       | Trp. | 2    | 他    | Cym., Tri., B.D., Xyl. | Vn.2 | ●      |
| Cl.    | 2       | Trb. | 3    | 他    | Cym., Tri., B.D., Xyl. | Va.  | ●      |
| Fg.    | 2       | Tub. | 1    | 他    | Cym., Tri., B.D., Xyl. | Vc.  | ●      |
| 他     |         | 他   |      | 他    | Cym., Tri., B.D., Xyl. | Cb.  | ●      |
| その他 | その他  | Hp.  | Hp.  | Hp.   | Hp.                    | Hp.  | Hp.    |

- 標準的な規模の編成である。
- 独奏ヴァイオリンはスコルダトゥーラ（変則調弦）で、通常G, D, A, Eと調弦するところをG, D, A, E♭と調弦する。これは、冒頭（死神がヴァイオリンを弾く場面）の属九の和音（D, A, E♭）上に構成された印象的なヴァイオリンを際立たせるためであろうと思われる。通常の調弦ではAとE♭を同時に弾くのがやや困難だが、このように調弦することによって双方の音が開放弦となるため演奏が容易になり、また開放弦であるため音がよく響くようになる。さらに、D, A, E♭のすべてが開放弦となることで（D, A）と（A, E♭）の音色を統一することができるのである。

## 曲の構成
ト短調、4分の3拍子、ムヴマン・モデレ・ドゥ・ヴァルス（穏やかなワルツのテンポで）。
次に示すように、サン＝サーンスの交響詩の中でも特に描写的な要素が強い。
| カザリスの詩                                                 | サン=サーンスの曲                                                            |
| ------------------------------------------------------------ | ---------------------------------------------------------------------------- |
| 夜中の12時、死神が墓場に現れる                               | ハープが12回、Dの音を奏でる                                                  |
| 死神がヴァイオリンを弾く                                     | 独奏ヴァイオリンがAとE♭の不協和音で死神らしい雰囲気を表す                    |
| 骸骨の踊る不気味なワルツ                                     | フルート、後に弦楽合奏で「怒りの日」（Dies irae）に基づく主題が奏される      |
| カチャカチャと骨の擦れる音                                   | シロフォンを用いる（当時はクラシック音楽で用いられることはほとんどなかった） |
| 朝を告げる雄鶏の鳴き声                                       | 突然曲が止み、オーボエの旋律が現れる                                         |
| そして激しく踊っていた骸骨たちは墓場へ帰り、曲は静かに終わる |                                                                              |

死神のヴァイオリンの動機、フルートの主題、ヴァイオリンに提示される "largamente" と指示された気だるい旋律、この3つが変容を繰り返していく。

## 編曲など
- 作曲者自身の編曲による2台ピアノ版、ヴァイオリンとピアノの版のほか、フランツ・リストによるピアノ独奏用編曲（S. 555）がある。また、リストの編曲を元にさらに編曲を施したウラディミール・ホロヴィッツ版も有名である。
- エドウィン・ルメア（英語版）によるオルガン独奏用の編曲がある。
- 曲中で骸骨の骨のぶつかる音を表現するシロフォンの旋律は、後年に作曲された組曲『動物の謝肉祭』の第12曲「化石」でも使われている。